# Roger Schmidt
Roger Schmidt (ur. 13 marca 1967) – niemiecki trener i piłkarz.

## Kariera trenerska
W latach 2004–2007 był trenerem Delbrücker SC. W maju 2007 został nowym trenerem Preußen Münster. 21 marca 2010 został zwolniony.
1 lipca 2011 objął SC Paderborn 07, w którym wcześniej był piłkarzem.
24 czerwca 2012 zastąpił Ricardo Moniza na stanowisku trenera Red Bull Salzburg. W drugim sezonie zdobył tytuł mistrzowski i Puchar Austrii. Dotarł również do 1/8 finału Ligi Europy, przegrywając w dwumeczu z FC Basel.
25 kwietnia 2014 ogłoszono, że Schimdt został nowym trenerem Bayeru 04 Leverkusen. 11 marca 2020 przejął obowiązki trenera w holenderskim PSV Eindhoven, z którym był związany przez dwa sezony i dwukrotnie wywalczył wicemistrzostwo Eredivisie.
18 maja 2022 Roger Schmidt podpisał dwuletni kontrakt z SL Benfica. W lipcu 2025 wyraził chęć objęcia reprezentację Polski.

## Sukcesy
Red Bull Salzburg
- Austrian Football Bundesliga: 2013–14
- Austrian Cup: 2013–14

Beijing Guoan
- Chinese FA Cup: 2018

PSV
- KNVB Cup: 2021–22
- Johan Cruyff Shield: 2021

Benfica
- Primeira Liga: 2022–23
- Supertaça Cândido de Oliveira: 2023